# 다이시도역
다이시도역(일본어: 太子堂駅)은 일본 미야기현 센다이시 다이하쿠구에 있는 동일본 여객철도 도호쿠 본선의 역이다. 섬식 승강장 1면 2선의 구조를 지닌 고가역이다.

## 타는 곳
| 1 | ■ 도호쿠 본선           | (하행) | 센다이 · 리후 · 마쓰시마 · 고고타 방면       |  |
| 2 | ■ 도호쿠 본선           | (상행) | 나토리 · 이와누마 · 시로이시 · 후쿠시마 방면 |  |
| 2 | ■ 조반선                |        | 나토리 · 이와누마 · 와타리 · 하라노마치 방면 |  |
| 2 | ■ 센다이 공항 액세스 선 |        | 나토리 · 센다이쿠코 방면                     |  |

## 이용 현황
| 연도     | 하루 평균 승차 인원 |
| 2006년도 | 1,637               |
| 2007년도 | 1,774               |
| 2008년도 | 2,273               |
| 2009년도 | 2,487               |
| 2010년도 | 2,549               |
| -------- | ------------------- |

## 역 주변
- 국도 제4호선
- 센다이 시 교통국 지하철 난보쿠 선 도미자와 역

## 인접 정차역
| 동일본 여객철도 ■ 도호쿠 본선                                   | 동일본 여객철도 ■ 도호쿠 본선 | 동일본 여객철도 ■ 도호쿠 본선 |
| --------------------------------------------------------------- | ----------------------------- | ----------------------------- |
| 미나미센다이 후쿠시마 방면                                      | ● 보통                        | 나가마치 센다이 방면          |
| 동일본 여객철도 ■ 도호쿠 본선 · ■ 조반선                        |                               |                               |
| 미나미센다이 하라노마치 방면                                    | ● 보통                        | 나가마치 센다이 방면          |
| 동일본 여객철도 ■ 도호쿠 본선 · 센다이 공항철도 ■ 센다이 공항선 |                               |                               |
| 미나미센다이 센다이 공항 방면                                   | ● 보통                        | 나가마치 센다이 방면          |